# Morpho columbianus
Morpho columbianus är en fjärilsart som beskrevs av Krüger. Morpho columbianus ingår i släktet Morpho och familjen praktfjärilar. Inga underarter finns listade i Catalogue of Life.